# Notre-Dame-de-Lourdes
Notre-Dame-de-Lourdes é um povoado localizado na província canadense de Novo Brunswick.